# اوروئنیا
اوروئنیا (به اسپانیایی: Urueña) یک شهرستان در اسپانیا است که در استان وایادولید واقع شده‌است.